# Staatliche Akademie der Bildenden Künste Stuttgart
Die Staatliche Akademie der Bildenden Künste Stuttgart (ABK), kurz Kunstakademie Stuttgart, ist mit ihren rund 850 Studierenden und 23 Studiengängen in den Bereichen Architektur, Design, Kunst, Künstlerisches Lehramt, Konservierung-Restaurierung und Kunstwissenschaften-Ästhetik eine der ältesten und größten Kunsthochschulen in Deutschland.

## Geschichte

### Académie des Arts und Kunstfakultät der Hohen Karlsschule
Herzog Carl Eugen von Württemberg gründete per Generalreskript vom 25. Juni 1761 die Académie des Arts in Stuttgart. Schon bald nach ihrer Gründung verlor die Academia artium Stuttgardensis, die zusammen mit dem herzoglichen Hof zeitweilig auch in Ludwigsburg untergebracht war, an Bedeutung und ging in der im Jahre 1770 beim Schloss Solitude gegründeten Hohen Karlschule auf, in der sich eine eigene Kunstabteilung (Fakultät der freye Künste, so A. F. Batz) herausbildete. Nach verschiedenen Entwicklungsstufen wurde die Hohe Karlsschule im Jahre 1782 in den Universitätsrang erhoben. In dieser streng reglementierten, mit militärischem Drill geführten Eliteschule – auch die Kunsteleven trugen Uniform und Perücke und hatten den von frühmorgens bis spätabends festgelegten Tageslauf zu befolgen – sollten laut Herzog Carl Eugen die „besten Köpfe des Landes“ studieren, aber einige, wie beispielsweise Friedrich Schiller und Joseph Anton Koch entzogen sich dem immensen Druck und der Bevormundung auf der „Sklavenplantage“ (Schubart). Für das Kunstgeschehen über Württemberg hinaus so bedeutende Künstler wie Johann Heinrich Dannecker, Philipp Friedrich von Hetsch, Philipp Jakob Scheffauer und Gottlieb Schick erfuhren dort ihre Ausbildung, zum Teil noch durch Lehrer wie Nicolas Guibal und Adolf Friedrich Harper, die bereits dem Lehrkörper der Académie des Arts angehört hatten. Aus deren Ludwigsburger Zeit ging später der in Wien zu großem Ansehen gelangte Heinrich Friedrich Füger hervor.
Angesichts der streng regulierten Verhältnisse der Académie des Arts, zum Unterricht der rein männlichen Professorenschaft waren nur männliche Schüler zugelassen, war die Ernennung eines weiblichen Ehrenmitglieds im Jahre 1762 eine Ausnahme: „Frau Therbuschin, Mahlerin zu Berlin“, heißt es in einer offiziellen Verlautbarung unter der Rubrik „Membra Honoraria“, Anna Dorothea Therbusch, die zu dieser Zeit Aufträge am herzoglichen Hof in Stuttgart wahrnahm und unter anderem auch ihren Berliner Kollegen, Akademieprofessor Adolf Friedrich Harper, porträtierte, wurde als einzige weibliche Persönlichkeit mit dieser Würde bedacht und blieb dies für mehr als zwei Jahrhunderte.
Nach dem Tod Herzog Carl Eugens 1793 wurde die Hohe Karlsschule bereits im darauffolgenden Jahr vor allem aus Kostengründen geschlossen. Nachteilig wirkte sich aber auch aus, dass das Institut nicht in der Landesverfassung verankert war. Damit verlor Württemberg seine einzige, in eine Art Gesamtschul- bzw. Gesamthochschulverbund integrierte Kunstausbildungsstätte, an der zahlreiche Künstler, 26 Architekten, 15 Bildhauer, 9 Stuckateure, 10 Medailleure, 33 Maler, 19 Kupferstecher, 30 Zeichner zusammen mit einer sich ebenso aus Landeskindern und „Ausländern“ rekrutierenden Vielzahl von Medizinern, Juristen, Philologen, Naturwissenschaftlern und anderen akademischen Berufen, die allesamt das Geistesleben Württembergs bis weit ins 19. Jahrhundert prägten, ausgebildet worden waren.
Mit der Auflösung der Hohen Karlsschule war auch die Tätigkeit der 1783 eingerichteten „Buch- und Notendruckerei“ abrupt beendet, die Drucksachen vielfacher Art ausführte und auch als Verlag hervortrat. Bücher wie etwa die von August Friedrich Batz verfasste „Beschreibung der Hohen Karls-Schule zu Stuttgart“ (1783 in deutscher, 1784 in französischer Sprache erschienen), Christian Friedrich Daniel Schubarts „Sämtliche Gedichte“ (1785), Balthasar Haugs „Das gelehrte Wirtemberg“ (1790), gleichsam das erste Who’s Who der Autoren und bildenden Künstler des Landes, markieren editorische Leistungen, zu denen auch die seit 1776 bestehende Kupferstecherschule unter Johann Gotthard von Müller beitrug.
Mehrere Wiederbelebungsversuche staatlich geförderter Kunstausbildung in Stuttgart scheiterten nach der Auflösung der Hohen Karlsschule, was zu einem institutionellen Vakuum von dreieinhalb Jahrzehnten führte. Auch da die Staatliche Akademie der Bildenden Künste nicht als Nachfolgeorganisation der Hohen Karlschule angesehen werden kann, geht das eigentliche Gründungsdatum auf das Jahr 1829 zurück.

### Von der Kunstschule zur Akademie der bildenden Künste (1829–1941)

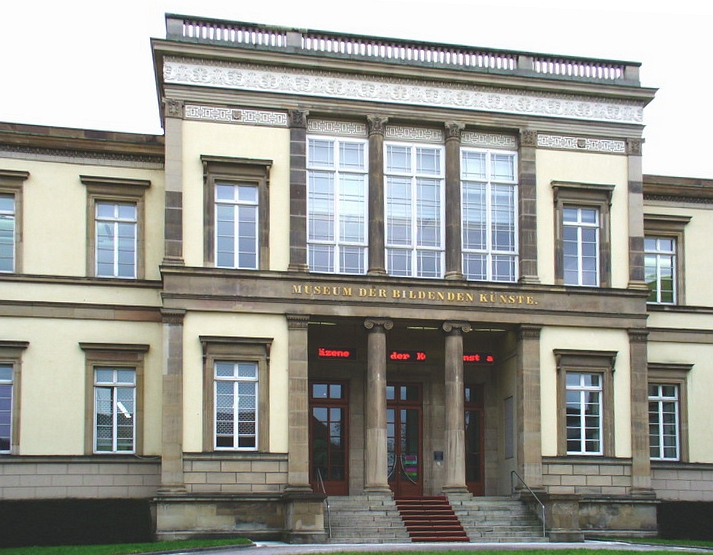
1843–1890 Sitz der Kgl. Kunstschule im Altbau der heutigen Staatsgalerie Stuttgart

König Wilhelm I. von Württemberg erteilte am 27. März 1829 die Genehmigung zur Eröffnung einer Kunstschule, die anfänglich jedoch, was schon der Name Königliche Vereinigte Kunst-, Real- und Gewerbe-Schule bescheinigte, mit zwei weiteren Lehranstalten im Verbund stand. Die mit der Leitung der Kunstschule betrauten Johann Heinrich Dannecker und Nikolaus Friedrich von Thouret sowie die künstlerischen Hauptlehrer Johann Friedrich Dieterich, Karl Jakob Theodor Leybold und Gottlob Friedrich Steinkopf garantierten zusammen mit weiteren Lehrkräften trotz organisatorischer, ausstattungsmäßiger und räumlicher Schwierigkeiten einen zukunftsweisenden Aufbruch. Dieser nahm mit der Eröffnung der Anstalt am 26. Oktober 1829 mit 52 eigenen Schülern schließlich seinen Anfang. Wegen der steigenden Frequenz der vereinigten Unterrichtsanstalten, vor allem wegen des sich erweiternden Ausbildungsplans der Gewerbe-Schule, wurde 1832 die Verbindung zwischen der Kunstschule und der Gewerbeschule (aus der letztendlich die heutige Universität Stuttgart hervorgehen sollte) gelöst. Die institutionelle Entflechtung gab jeder Anstalt die Möglichkeit zu einer eigenständigen Fortentwicklung, die jedoch, vom Räumlichen her, wegen der gemeinsamen Unterbringung im ehemaligen, von dem Karlsschulabsolventen und Architekten Thouret erbauten Offiziers-Pavillon (Königstr. 12) die missliche Lage der Kunstschule keineswegs milderte. Hier eine Lösung zu finden dienten vermehrt die Bestrebungen im Verlaufe der dreißiger Jahre. Erst mit der Errichtung der von Gottlob Georg Barth geplanten und in den Jahren 1839 bis 1842 zur Ausführung gelangten Kunstanstalt wurde die auch räumlich selbstständige Entwicklung der Kunstschule bei freilich noch bescheidenem Lehrangebot eröffnet. Damit wurden die räumlichen Voraussetzungen für eine Verbindung der Kunstschule mit den ihr als Lehrsammlungen zugeordneten, doch bisher separat untergebrachten staatlichen Kunstsammlungen geschaffen. Dieses neue Gebäude wurde im Jahre 1843 unter dem Namen Museum der bildenden Künste (heute der Altbau der Staatsgalerie Stuttgart) in der damaligen Neckarstraße eröffnet. Dennoch war und blieb die Raumfrage, zumal durch die multiple Nutzung des Gebäudes, auch künftig eines der Hauptprobleme.
Nach vielfachen Entwürfen und Anträgen auf Erweiterung und Neubau gelang es, auf dem Terrain oberhalb des Museums der bildenden Künste zwei zeitlich aufeinanderfolgende Neubauten nach Entwürfen des Stuttgarter Oberbaurats Albert von Bok, der zugleich auch das Museum der bildenden Künste durch zwei hintere Flügelanbauten erweiterte, zu errichten. Zunächst wurde ein als „provisorisch“ deklariertes, in Fachwerk ausgeführtes Ateliergebäude in der Urbanstraße 39 errichtet, das 1880 fertiggestellt wurde, sodann das 1883 begonnene und 1890 zum Abschluss gebrachte eigentliche Hauptgebäude in der Urbanstraße 37. Zu den beiden Gebäuden kam später noch ein drittes in der Urbanstraße 50 hinzu, die allesamt bis zu ihrer Zerstörung im Zweiten Weltkrieg Sitz der Anstalt blieben. Einzige Erinnerungsstücke dieser alten Gebäude sind zwei im Patio des heutigen Akademiealtbaus aufgestellte Skulpturen des Stuttgarter Bildhauers Georg Emil Rheineck aus dem Fassadenschmuck des einstigen Hauptgebäudes.
Im Jahre 1901 erhielt die Einrichtung den Titel Königliche Akademie der bildenden Künste und wurde nach dem Ende des Ersten Weltkriegs in Württembergische Akademie der bildenden Künste umbenannt.

### Die Kunstgewerbeschule und ihre Werkstätten (1869–1941)
Die Württembergische Staatliche Kunstgewerbeschule (auch Staatliche Kunstgewerbeschule Stuttgart genannt) ging aus einem „versuchsweise“ zum Wintersemester 1869/70 an der Architekturfachschule des K. Polytechnikums gestarteten kunstgewerblichen Unterricht hervor, der an den dortigen Ateliers für Architektur, Bildhauerei und Malerei stattfand. Erst 1881 wurde sie als eigene Fachschule innerhalb des Polytechnikums von der Architekturfachschule getrennt und schließlich 1886 zur selbständigen Anstalt. Sitz des Instituts, dessen bislang wechselnde Vorstandschaft ab 1881 erstmals mit Christian Friedrich von Leins in eine ständige umgewandelt wurde, war – nach Abzug sämtlicher Unterrichtszweige aus dem Polytechnikum – von 1895 bis 1913 wiederum der zwar altgediente, aber räumlich unzureichende Thouret’sche Offiziers-Pavillon in der Königstraße 12.

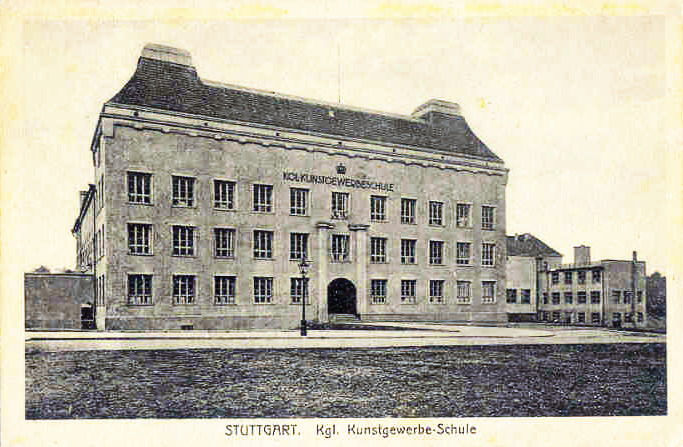
Sitz der Kunstgewerbeschule ab 1913 (Postkarte aus der Zeit des Ersten Weltkriegs mit der Fassadenbeschriftung des Gebäudes „Kgl. Kunstgewerbeschule“, darüber die württ. Königskrone)

Bernhard Pankok wurde im Jahre 1901 an die neugegründete Königliche Kunstgewerbliche Lehr- und Versuchswerkstätte in dem ehemaligen Pönitentiarhaus (Zuchthaus) in der Senefelderstraße 45A–C berufen, die mit ihrer praxisnahen und -fördernden Ausrichtung die in Stilnachahmung erstarrte Kunstgewerbeschule mit neuen Ideen auffrischen sollte. Nach dem Weggang von Franz August Otto Krüger übernahm er 1903 dessen Stelle als Vorstand der Lehr- und Versuchswerkstätte und wurde nach der Pensionierung des langjährigen Kunstgewerbeschul-Direktors Hans von Kolb ab 1913 mit der Gesamtleitung der beiden nun in dem Neubau Am Weißenhof 1 vereinigten Institute betraut. Es gelang ihm, „seine“ Schule, an deren Gestalt er unter der Bauführung des Stuttgarter Architektenbüros Eisenlohr und Pfennig bestimmend mitgewirkt hatte, zu einer der bedeutenden künstlerischen Reformschulen in Deutschland zu machen. Bereits vor dem Ersten Weltkrieg schlug er vor, alle Stuttgarter Kunstlehranstalten an einem Ort zusammenzuführen und dies schon damals auf dem Gelände am Weißenhof. Gegen den Plan, der in unterschiedlichen zeitlichen Abständen immer wieder einmal diskutiert wurde, gab es heftigen Widerstand, zuletzt 1927, insbesondere seitens der Akademie.
Lange vor dem Bauhaus hatte Bernhard Pankok, „Der Alleskönner“ (Die Zeit 1973), die Bedeutung der Werkstattausbildung an Kunstschulen erkannt und, kaum dass er nach Stuttgart berufen worden war, diesbezüglich seine Ziele realisiert. Zunächst an der Lehr- und Versuchswerkstätte in der Senefelderstraße, ab 1913 dann als Direktor der neuorganisierten Kunstgewerbeschule im Neubau am Weißenhof. Innerhalb eines Vierteljahrhunderts, zu einer Zeit, zu der sich die Akademie in der Urbanstraße als „wohl die einzige unter den deutschen Kunstakademien [...] als Hochschule für Malerei, Bildhauerei und Graphik im Stil der alten Akademien rein erhalten hat“, so die „Denkschrift des Württ. Kultministerium für die Neuorganisation der Kunstgewerbeschule und der Akademie der bildenden Künste in Stuttgart“ 1927, lieferte die Kunstgewerbeschule unter Pankok auf der Basis kontinuierlich erweiterter Werkstatteinrichtungen und eines entsprechend mit Werkstattlehrern erweiterten Lehrkörpers ein Beispiel zukunftsweisender Kunstausbildung, die sie in eine Reihe mit den führenden, Reformen der Kunstausbildung bewirkenden Kunstschulen im ersten Drittels des vergangenen Jahrhunderts stellt.
Die Einrichtung von Werkstätten verlief unter dem Direktorat Pankoks zeitlich wie folgt:
- 1901 Gründung der ‚Lehr- und Versuchswerkstätte‘ mit einer Schreinerwerkstätte
- 1902 Errichtung einer Metallwerkstätte
- 1905 Errichtung einer keramischen Werkstätte
- 1912 Errichtung einer Teppichknüpfwerkstätte
- 1913 Neuorganisation der Anstalt und Umzug in den Neubau am Weißenhof, Errichtung einer Buchdruckerwerkstätte, Errichtung einer Buchbinderwerkstätte, Ausbau der Dekorationsmalerwerkstätte, Errichtung der Frauenabteilung mit Stickerei-, Spitzenklöppelei- und Batikwerkstätte, Errichtung einer Lehrlingswerkstätte für Hafner
- 1916 Errichtung einer Werkstätte für Frauenkleidung (Damenschneiderei)
- 1918 Errichtung der chem.-techn. Werkstätte, durch die Robert-Bosch-Stiftung ins Leben gerufen und 1920 auf Anstaltskosten übernommen
- 1919 Errichtung einer Porzellanmalerwerkstätte, Errichtung einer Glasmalerwerkstätte, Lehrauftrag für kunstgewerbliche Fotografie
- 1921 Errichtung der Werkstätten für Glas- und Steinschnitt (ins Leben gerufen durch die Stiftung der Württ. Metallwarenfabrik Geislingen und 1925 auf Anstaltskosten übernommen), Errichtung der Stein- und Kupferdruckerei, Errichtung der Putzmacherei
- 1923 Errichtung der Stoffdruckerei
- 1925 Errichtung der Handweberei, Errichtung der Glasschliffwerkstätte, Errichtung der Bronzegießerei für die Plastikabteilung, Errichtung der Kunstschmiede und Kunstschlosserei[12]

Nach der Pensionierung des ab 1933 als Direktor eher geduldeten Bernhard Pankok im Jahre 1937 und dem anschließend nur wenige Monate währenden Direktorat des vom württembergischen Ministerpräsidenten und Kultminister Christian Mergenthaler ernannten, indem er „die Schule im nationalsozialistischen Geist zu führen im Stande sei“ gelobten, jedoch nach seiner Enttarnung als Hochstapler zum Suizid gedrängten Bildhauers, Medailleurs und NS-Funktionärs Oskar Glöckler führte die Kunstgewerbeschule ab 6. März 1938 die Bezeichnung „Meisterschule des deutschen Handwerks“.

### Vereinigung von Akademie und Kunstgewerbeschule zur Staatlichen Akademie der Bildenden Künste Stuttgart 1941
Während der NS-Zeit wurde dann die Frage eines Zusammenschlusses von Kunstakademie und Kunstgewerbeschule entschieden, allerdings nicht aus fachlichen und ausbildungsmäßigen Einsichten und Erfordernissen, wie sie Pankok und auch andere seiner Zeit vorgedacht und das Bauhaus vollendet hatten, sondern aus Gründen einer administrativen „Vereinfachung“, die sich durch den Zusammenschluss der beiden ab 1933 gleichgeschalteten und nach dem „Führerprinzip“ geleiteten Institute ergeben sollte. „Der Unterricht wurde teilweise noch längere Zeit von den alten Lehrkräften erteilt, von denen sich viele mit dem herrschenden System arrangierten. Erst- und Wiederbesetzungen von Stellen erfolgten nach der politischen Zuverlässigkeit und einer der NS-Ideologie konformen Kunstauffassung. Das Niveau der künstlerischen Leistung sank völlig ab.“ Am 30. Oktober 1941 verfügte der württembergische Kultminister Christian Mergenthaler die Vereinigung von Akademie und Kunstgewerbeschule unter einheitlicher Leitung, jedoch unter Beibehaltung der räumlichen Trennung unter dem Namen Staatliche Akademie der bildenden Künste Stuttgart.  Dabei figurierten bis zum Untergang des NS-Staates die bisherige Akademie als „Abteilung für freie Kunst“ und die Kunstgewerbeschule als „Abteilung für angewandte Kunst“.

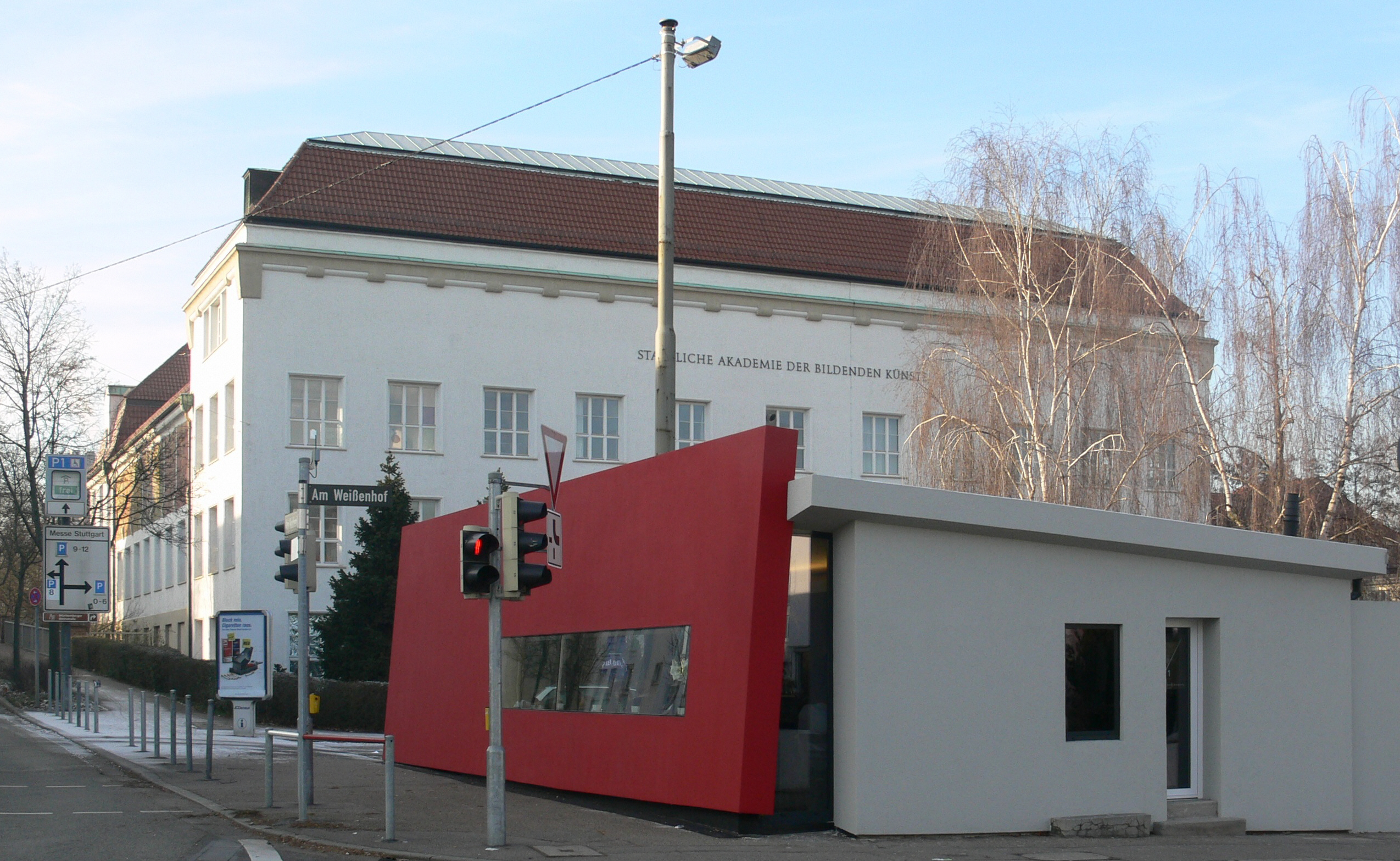
Altbau der Staatlichen Akademie der Bildenden Künste Stuttgart, Am Weißenhof. Links: Relieffries von Rudolf Rochga. Vorn: Bistro „Red“

Als Direktor der neu organisierten Anstalt wirkte ab 1941 der bereits 1938 in das Amt eingesetzte, kurzzeitig durch den Grafiker Erich Feyerabend vertretene Bildhauer Fritz von Graevenitz, wobei sich dessen Dienststelle im Hauptgebäude der Akademie in der Urbanstraße befand. Sein Stellvertreter in der Nachfolge von Oskar Glöckler war der Gestalter (heute: Designer) und NS-Kulturfunktionär Hermann Gretsch, der in der Kunstgewerbeschule am Weißenhof amtierte, bis dort auf ihn, nachdem er in den Turbulenzen des nahenden Kriegsendes „abgetaucht“ war, ab Februar 1945 der Architekt und Möbelbauer Adolf Gustav Schneck folgte. Trotz seiner NSDAP-Mitgliedschaft blieb Schneck noch bis zur Einsetzung eines Planungsausschusses durch das württembergische Kultministerium zum Neuaufbau der Akademie 1946 in seiner Funktion als stellvertretender Direktor tätig, nachdem Fritz von Graevenitz, der wie Hermann Gretsch in der von Hitler und Goebbels erstellten Gottbegnadeten-Liste der prominenten Künstler des NS-Staates figurierte, Ende 1945 zurückgetreten war. Der Unterrichtsbetrieb war völlig zum Erliegen gekommen, zumal bei den Fliegerangriffen auf Stuttgart 1943/44 das Akademieensemble in der Urbanstraße mit sämtlichem Inventar, darunter als besonders schmerzlicher Verlust die Personalakten und die wertvolle Bibliothek, zerstört wurde und die Kunstgewerbeschule, die ab 1942 teilweise als Reservelazarett diente, Bombentreffer erhielt.
Was die Zielsetzung der Akademie während des NS-Regimes anbetrifft, so gibt eine von Fritz von Graevenitz verantwortete Informationsschrift insoweit Auskunft, als die „einleitenden direktoralen Sätze eine ‚neue künstlerische Gesinnung‘ propagieren und betonen, wie sehr die ‚Kulturaufgaben des dritten Reichs den Einbau aller künstlerischen Kräfte in die Volksgemeinschaft‘ verlangen“. Zudem wird in der Schrift „auch auf den politischen Unterricht im Sinne der NSDAP, der für alle Schüler pflichtgemäß ist, hingewiesen, wie überhaupt ‚das studentische Leben an der Akademie [...] von dem Nationalsozialistischen Deutschen Studentenbund bestimmt ist‘.“

### Studienangebot und Lehrkörper 1942
Durch die Vereinigung von Akademie und Kunstgewerbeschule verfügte die neue, als „Landeskunsthochschule unmittelbar dem württembergischen Kultminister unterstellt[e]“ Einrichtung über ein umfangreiches Studienangebot mit entsprechendem Lehrkörper. Jedoch kam der Lehr- und Studienbetrieb infolge schwerster Gebäudeverluste durch Fliegerangriffe ab 1943 sowohl in der Urbanstraße als auch am Weißenhof zum Erliegen.
Für das Jahr 1942 vermittelt die von Wolfgang Kermer erstellte Akademiechronik folgende unterrichtsmäßige Gliederung und personelle Zusammensetzung des Lehrkörpers:

„Der Unterricht gliedert sich in Grundklassen, Fachklassen und Meisterklassen. Neben den Grundklassen (Leitung Bildhauer Curt Scholz, der in Zeichnen und Modellieren unterrichtet; Dr. Albrecht Braun, Zeichnen; Emil Mößmer, Zeichnen; Bildhauer [Peter] Otto Heim, Modellieren) bestehen mehrere Fachgruppen: Der Fachgruppe Zeichnen und Malen gehören u. a. an Prof. Anton Kolig (Malklasse), Prof. Hans Spiegel (Zeichenklasse und zugleich Leiter der Fachgruppe), Prof. Heinrich Kissling (Landschaft) und Prof. Fritz Mader (Landschaft); der Fachgruppe Bildhauer Prof. Fritz v. Graevenitz (Bildhauer-Meisterklasse und zugleich Leitung der Fachgruppe), Alfred Lörcher (Dekorative Bildhauerei, Baukeramik) und Peter Otto Heim (Bildhauerklasse); der Fachgruppe Graphik: Prof. Hermann Mayrhofer (Radierung, Stein- und Kupferdruck, zugleich Leitung der Freien Graphik), Erich Feyerabend (Holzschnitt) und Prof. F. H. Ernst Schneidler (angewandte Graphik: Schrift, Satz, Druck, Buch- und Werbegraphk, zugleich Leitung der Angewandten Graphik); Fachgruppe Baukunst Innenarchitektur: Prof. Adolf G. Schneck (Meisterklasse Entwerfen II, zugleich Leitung der Fachgruppe), Architekt Eugen Schwemmle (Entwerfen I) und Bildhauer Albert Volk (Zeichnen, Malen, Perspektive); Fachgruppe Textil: Ernst Göhlert (Textilgestaltung und zugleich Leitung der Fachgruppe), Prof. Gustav Jourdan (Stoffdruck und Musterzeichnen) und Trude Barth (Werkstätte für Stricken und Batik); Fachgruppe Metall: Prof. Paul Haustein (Entwerfen und zugleich Leitung der Fachgruppe); Fachgruppe Keramik: Dr.-Ing. Hermann Gretsch (Entwerfen und zugleich stellvertretende Fachgruppenleitung); Fachgruppe Glas- und Steinbearbeitung: Prof. Wilhelm von Eiff (Entwurf und Ausführung, zugleich Leitung der Fachgruppe); Fachgruppe Bühnenbildner: Bühnenbildner Gert Richter (Bühnenbild, Festgestaltung, Theaterkostüm und zugleich Leitung der Fachgruppe) und Bühnenbildner Felix Cziossek (Bühnenbild, Festgestaltung, Theaterkostüm); Fachgruppe Kunsterziehung: Leitung Dr. A.[lbrecht] Braun; Forschungsinstitut für Farbentechnik: Leitung Prof. Dr.-Ing. Hans Wagner. Hinzu kommt eine Reihe wissenschaftlicher und allgemeinbildender Fächer.“

### Neukonstituierung der Staatlichen Akademie der Bildenden Künste Stuttgart 1946
Die Verbindung freier und angewandter Disziplinen unter einem Dach erfolgte erst nach dem Zweiten Weltkrieg, als die unter dem damaligen württembergischen Kultminister und späteren Bundespräsidenten Theodor Heuss neukonstituierte Staatliche Akademie der bildenden Künste Stuttgart ihren Lehrbetrieb im Gebäude der ehemaligen Kunstgewerbeschule am Weißenhof trotz aller Kriegsschäden aufnehmen konnte. „Umfangreiche Raumkapazitäten“ beanspruchte allerdings gleichzeitig die Architekturabteilung der TH Stuttgart, die erst im Jahre 1960 auszog. In seiner programmatischen Rede, die Theodor Heuss am 5. November 1946 anlässlich der Wiedereröffnung der Akademie vor zahlreichen Ehrengästen in deren Aula hielt, gab er der Anstalt als zukunftsweisendes Leitmotiv das Prinzip der „polaren sachlichen Spannungen“, das einer doktrinär-einseitigen Ausrichtung entgegenwirke, mit auf den Weg. Herausragende Persönlichkeit des hauptsächlich aus Württembergern neu zusammengesetzten Lehrkörpers – die amerikanischen Militärbehörden hatten nur im Falle von drei aus der großen Zahl der früheren Professoren eine Weiterbeschäftigung „anheimgestellt“   – war Willi Baumeister. Er galt als Idealbesetzung, da es sich hier um Fragen der persönlichen Integrität in finsterer Zeit, der künstlerischen Authentizität und Kreativität, der Kunstfreiheit und der Gleichrangigkeit der Künste ging. Dabei war er bis ins Todesjahr 1955 als Lehrer attraktiv für junge Menschen aus aller Welt und eine Leitfigur ähnlich Adolf Hölzel. Dieser hatte von 1905 bis 1919 mit seinem Schülerkreis, darunter Willi Baumeister, Hans Brühlmann, Heinrich Eberhard, Gottfried Graf, Johannes Itten, Ida Kerkovius, Otto Meyer-Amden, Alfred Heinrich Pellegrini, Oskar Schlemmer, Hermann Stenner, Alfred Wickenburg und vielen anderen, die Stuttgarter Akademie zu einer Ausbildungsstätte von internationalem Rang erhoben.

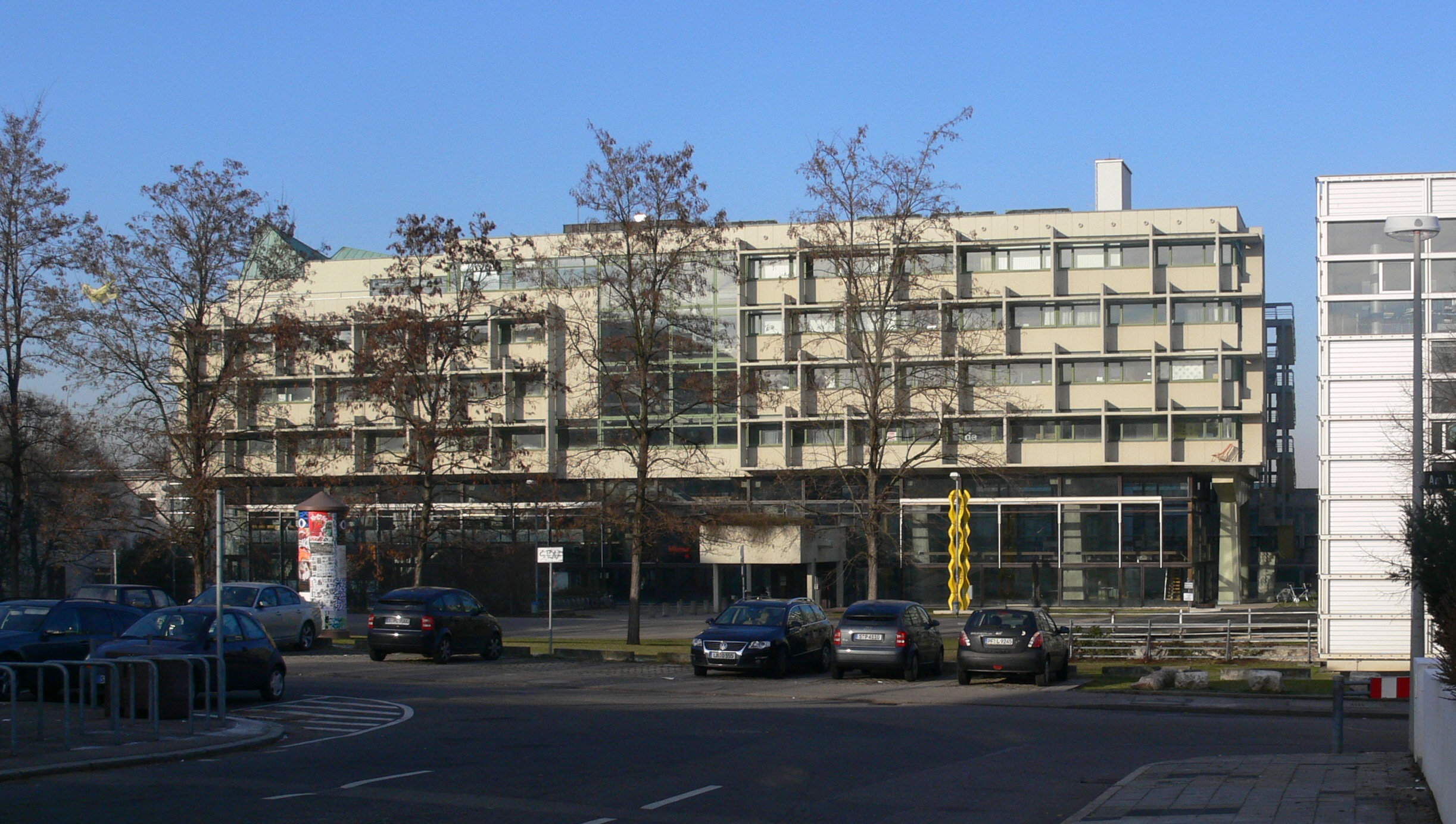
Neubau 1 der Staatlichen Akademie der Bildenden Künste Stuttgart, Am Weißenhof. Rechts: Neubau 2

Erst mit dem bundesweit neuartigen Gesetz über die Kunsthochschulen im Lande Baden-Württemberg (Kunsthochschulgesetz) vom 12. Februar 1975 (GBl.S.103) wurde aus der seit 1946 bestehenden nichtrechtsfähigen Anstalt des öffentlichen Rechts eine Körperschaft des öffentlichen Rechts, woraus die rangmäßige Gleichstellung mit den Universitäten resultierte. Mit dem Kunsthochschulgesetz wurde „auch die gesetzliche Grundlage für das Aufnahmeverfahren geschaffen, in dem die künstlerische Eignung der Bewerber überprüft wird“, so Kultusminister Wilhelm Hahn, wie überhaupt die Einführung durchgängiger Studienordnungen und Prüfungsabschlüsse für alle Fächer der Akademie auf den Weg gebracht wurde. Erste Erfolge in der Studienreform – eine der Hauptforderungen bei den Studentenunruhen Anfang der 1970er Jahre – zeigten sich 1976 mit der Einführung des akademischen Grades „Dipl.-Ing. Fachrichtung Innenarchitektur“, „schlechthin ein Novum in der Bundesrepublik“ (Karl Diemer), sowie eines Diplomabschlusses für den Studiengang „Restaurierung und Technologie von Gemälden und gefaßten Skulpturen“. Tatkräftige Unterstützung vielfacher Art erfuhren Rektor und Senat der Hochschule in dieser zukunftsweisenden und zugleich von fortwährender Politisierung bis in die ausgehenden 1970er Jahre erschwerten Phase durch „zahlreiche Aktivist*innen des Freundeskreises [der Akademie], insbesondere des Vorstands, Persönlichkeiten der Kommunalpolitik, des Handels, der Wirtschaft, Wissenschaftler, Museumsdirektoren, Fachleute des Druckerei- und Verlagswesens, des Möbeldesign, die ihre Mitgliedschaft zusammen mit der großen Schar derjenigen, die rein aus Liebe zur Kunst zugleich die Nähe zum künstlerischen Nachwuchs und den Stuttgarter Ausbildungsverhältnissen suchten und sich in den Dienst an der Sache stellten.“
Trotz verschiedener Erweiterungsbauten – 1956 „Bildhauerbau“, 1968 „Architektenbau“, 1972 „Werkstattbau“ sowie 1994 „Neubau 2“ (heutige Benennung, nach dem „Werkstattbau“ eigentlich 3. und letzter Bauabschnitt des ursprünglich dreistufigen Plans zur baulichen Erweiterung der Akademie) – gelang es bis in die Gegenwart nicht, sämtliche Teile des Lehr- und Forschungsbetriebs auf dem Weißenhofareal zusammenzufassen und „Außenstellen“ zu vermeiden. Der von Rektor Wolfgang Kermer initiierte und von Architekten der Hochschule Anfang der 1980er Jahre ausgearbeitete Plan, die damals zum Verkauf stehende benachbarte Weißenhofsiedlung und das Höhenrestaurant „Schönblick“ anstelle von „Privatvermietung“ für die Hochschule zu nutzen und zu einem, wie Kermer sich ausdrückte, „Ideal-Campus“ internationaler Künstlerbegegnung zu entwickeln, fand – bei Befürwortung von Oberbürgermeister Manfred Rommel – nicht die Zustimmung von Ministerpräsident Lothar Späth. Zur Raumnot der Hochschule und dem Scheitern verschiedener Initiativen, wie Inangriffnahme des 3. Bauabschnitts, Erwerb von Weißenhofsiedlung und „Schönblick“ – „Die Kunst erstickt am Weißenhof“, so die Stuttgarter Nachrichten am 11. Dezember 1981 – nahm Wolfgang Kermer in seinem Rechenschaftsbericht 1983 detailliert Stellung.

## Institute und angegliederte Bereiche
Seit der letzten Neugründung 1946 sind bis heute (Stand Ende 2021) vier interdisziplinär agierende Institute hinzugekommen:
- 1949 das von Kurt Wehlte gegründete Institut für Technologie der Malerei; heute: Farbinstitut Wehlte (privat)
- 1966 durch Walter Brudi das Institut für Buchgestaltung und Medienentwicklung
- 1967 das von Rolf E. Straub gegründete Institut für Museumskunde
- 1980 durch Arno Votteler das Institut für Innenarchitektur und Möbeldesign, heute Weißenhof-Institut Interdisziplinäres Forum für Architektur, Raum + Möbel

Dazu existieren mittlerweile 32 Werkstätten als Kernstück der Akademie, die sich aus der der Kgl. Kunstgewerbeschule zugeordneten, bis 1913 eine quasi autonome Einrichtung bildenden, 1901 gegründeten Kgl. Lehr- und Versuchswerkstätte entwickelt hatten.
Da sämtliche zur ehemaligen Königlichen Kunstschule gehörenden Sammlungsbereiche in das Museum der bildenden Künste, der späteren Staatsgalerie Stuttgart, übergegangen waren, verfügte die Akademie viele Jahrzehnte über keine eigene Kunstsammlung. Erst im Jahre 1975 wurde diese vom damaligen Rektor Wolfgang Kermer neu gegründet. Einen wesentlichen Impuls zur Gründung lieferte ein Werk Adolf Hölzels, das die Oberfinanzdirektion Stuttgart am 17. Oktober 1972 bei der Einweihung des Werkstattgebäudes (2. Bauabschnitt der Erweiterungsbauten) anstelle eines „Goldenden Schlüssels“ der Akademie als Geschenk überreichte.

## Fachgruppen und Studiengänge

### Fachgruppe Kunst
- Künstlerisches Grundstudium
- Studiengang Bildende Kunst (Studienrichtungen Bildhauerei, Freie Graphik, Glasgestaltung, Malerei)
- Studiengang Bühnen- und Kostümbild (in Zusammenarbeit mit der Akademie für Darstellende Kunst Baden-Württemberg)
- Studiengang Künstlerisches Lehramt mit Bildender Kunst mit dem Teilstudiengang „Intermediales Gestalten“ (IMG)
- Studiengang Körper, Theorie und Poetik des Performativen (M.F.A.)
- Postgradualer Studiengang Meisterschüler im Weißenhof-Programm der Bildenden Kunst (Meisterschülerin/des Meisterschülers der Staatlichen Akademie der Bildenden Künste Stuttgart)

### Fachgruppe Architektur
- Studiengang Architektur (B.A./M.A.)

### Fachgruppe Design
- Studiengang Industrial Design (Diplom)
- Studiengang Kommunikationsdesign (Diplom)
- Studiengang Textildesign (Diplom)

### Fachgruppe Kunstwissenschaften-Restaurierung
- Studiengang Konservierung und Restaurierung Neuer Medien und Digitaler Information (B.A./M.A.)
- Lehrangebot Kunstgeschichte
- Studiengang Restaurierung und Konservierung von Gemälden und gefassten Skulpturen (B.A./M.A.)
- Studiengang Restaurierung und Konservierung von archäologischen, ethnologischen und kunsthandwerklichen Objekten (B.A./M.A.)
- Studiengang Restaurierung und Konservierung von Kunstwerken auf Papier, Archiv- und Bibliotheksgut (B.A./M.A.)
- Studiengang Restaurierung und Konservierung von Wandmalerei, Architekturoberfläche und Steinpolychromie (B.A./M.A.)

## Schulleitung

### Vorstände und Direktoren der Kunstschule (1829–1901) bzw. Akademie der bildenden Künste (1901–1941)
- 1829–1845 Nikolaus Friedrich von Thouret, führte die unmittelbare Aufsicht über die Kunstschule und war zudem Mitglied der obersten Kunstschuldirektion unter dem Vorsitz von Johann Heinrich Dannecker, eine Funktion, die nach dem Ausscheiden Danneckers 1840 Oberregierungsrat (später Staatsrat) August Friedrich von Köstlin übertragen wurde[33]
- 1845–1854 Gottlob Friedrich Steinkopf, Vorstand der Kgl. Kunstschule
- 1854–1879 Bernhard von Neher, bis 1867 Vorstand der Kgl. Kunstschule, anschließend deren Direktor
- 1879–1883 Alexander von Liezen-Mayer, Direktor der Kgl. Kunstschule
- 1883–1894 Claudius Schraudolph der Jüngere, Direktor der Kgl. Kunstschule
- 1894–1896 Adolf von Donndorf, stellvertretender Direktor der Kgl. Kunstschule (die hauptamtliche Direktorenstelle bleibt zwei Jahre unbesetzt)
- 1896–1898 Albert Kappis, Direktor der Kgl. Kunstschule
- 1898–1900 Friedrich von Keller, Direktor der Kgl. Kunstschule
- 1900–1902 Leopold von Kalckreuth, bis 1901 Direktor der Kgl. Kunstschule, anschließend der Kgl. Akademie der bildenden Künste
- 1902–1912 Robert von Haug, Direktor der Kgl. Akademie der bildenden Künste
- 1912–1916 Robert Poetzelberger, Direktor der Kgl. Akademie der bildenden Künste
- 1916–1918 Adolf Hölzel, Direktor der Kgl. Akademie der bildenden Künste
- 1918–1919 Ludwig Habich, Direktor der Württ. Akademie der bildenden Künste
- 1919–1921 Heinrich Altherr, Direktor der Württ. Akademie der bildenden Künste
- 1921–1925 Robert Breyer, Direktor der Württ. Akademie der bildenden Künste
- 1925–1928 Alexander Eckener, Direktor der Württ. Akademie der bildenden Künste
- 1928–1930 Arnold Waldschmidt, Direktor der Württ. Akademie der bildenden Künste
- 1930–1938 Hans Spiegel, Direktor der Württ. Akademie der bildenden Künste
- 1938–1940 Fritz von Graevenitz, Direktor der Württ. Akademie der bildenden Künste
- 1940–1941 Erich Feyerabend, Direktor der Württ. Akademie der bildenden Künste

### Vorstände und Direktoren der Kunstgewerbeschule (1869–1941)
- 1869–1870: Wilhelm Bäumer, Vorstand der Architekturfachschule am Polytechnikum und zugleich Vorstand der Kunstgewerbeschule
- 1870–1872: Christian Friedrich von Leins, Vorstand der Architekturfachschule am Polytechnikum und zugleich Vorstand der Kunstgewerbeschule
- 1872–1874: Alexander von Tritschler, Vorstand der Architekturfachschule am Polytechnikum und zugleich Vorstand der Kunstgewerbeschule
- 1874–1876: Konrad Dollinger, Vorstand der Architekturfachschule am Polytechnikum und zugleich Vorstand der Kunstgewerbeschule
- 1876–1878: Robert von Reinhardt, Vorstand der Architekturfachschule am Polytechnikum und zugleich Vorstand der Kunstgewerbeschule
- 1878–1880: Christian Friedrich von Leins, Vorstand der Architekturfachschule am Polytechnikum und zugleich Vorstand der Kunstgewerbeschule
- 1880–1881: Alexander von Tritschler, Vorstand der Architekturfachschule am Polytechnikum und zugleich Vorstand der Kunstgewerbeschule
- 1881–1892: erneut Christian Friedrich von Leins, nunmehr erster ständiger Vorstand der Anstalt
- 1892–1913: Hans von Kolb, zunächst Vorstand, ab 1896 hauptamtlicher Direktor der K. Kunstgewerbeschule in der Unteren Königstraße (und zugleich der 1901 gegründeten, organisatorisch verbundenen, im „Poenitentiarhaus“ im Stuttgarter Westen untergebrachten K. Kunstgewerblichen Lehr- und Versuchswerkstätte)
- 1901–1903: Franz August Otto Krüger, Vorstand der K. Kunstgewerblichen Lehr- und Versuchswerkstätte
- 1903–1937: Bernhard Pankok, 1903–1913 Vorstand der K. Kunstgewerblichen Lehr- und Versuchswerkstätte, 1913–1937 Direktor (Gesamtleitung) der beiden organisatorisch und räumlich im Schulneubau am Weißenhof als K., ab 1918 als Staatl. Württ. Kunstgewerbeschule vereinigten Institute
- 1937–1938 Oskar Glöckler, Direktor der Staatl. Württ. Kunstgewerbeschule (nach nur wenigen Monaten Amtszeit Suizid, die tatsächlichen Gründe – unberechtigte Titel- und Ordensführung – durch ein von der NS-Parteiführung veranlasstes „offizielles“ Begräbnis vertuscht)
- 1938–1940 Paul Haustein, vertretungsweise Direktor der Staatl. Württ. Kunstgewerbeschule
- 1940–1941 Hermann Gretsch, zunächst Direktor der Staatl. Württ. Kunstgewerbeschule bis zu deren Vereinigung mit der Württ. Akademie der bildenden Künste zur Staatlichen Akademie der bildenden Künste Stuttgart 1941, anschließend stellvertretender Direktor der – zwischen Weißenhof („Abteilung für angewandte Kunst“) und Urbanstraße („Abteilung für freie Kunst“) räumlich getrennten – Gesamtanstalt (Direktor: Fritz von Graevenitz)

### Direktoren der Staatlichen Akademie der Bildenden Künste (1941–1946)
- 1941–1945 Fritz von Graevenitz, Direktor der Staatlichen Akademie der bildenden Künste Stuttgart, entstanden aus der 1941 verfügten Vereinigung der Württ. Akademie der bildenden Künste und der Württ. Staatlichen Kunstgewerbeschule; die bisherige Akademie in den Gebäuden Urbanstraße 37/39 und 50 führt die Bezeichnung „Abteilung für freie Kunst“ und die Kunstgewerbeschule am Weißenhof führt die Bezeichnung „Abteilung für angewandte Kunst“[34]
- 1945–1946 Adolf G. Schneck, nach dem „Wegtauchen“ von Hermann Gretsch noch von den NS-Behörden zum stellvertretenden Direktor der Staatlichen Akademie der bildenden Künste Stuttgart ernannt, deren Gebäude in der Urbanstraße völlig, am Weißenhof teilweise zerstört sind; bis zur Neukonstituierung der Staatlichen Akademie der Bildenden Künste Stuttgart 1946 im Gebäude am Weißenhof und der Ernennung eines kommissarischen Direktors (Hermann Brachert) – Direktor Fritz von Graevenitz ist Ende 1945 zurückgetreten – trotz NSDAP-Mitgliedschaft in dieser Funktion belassen

### Rektoren der Staatlichen Akademie der Bildenden Künste (seit 1946)
- 1946–1947 (komm. Direktor), 1947–1953 (Rektor): Hermann Brachert, Bildhauer
- 1953–1955: Karl Rössing, Grafiker
- 1955–1957: Manfred Henninger, Maler
- 1957–1959: Rudolf Yelin, Maler und Glasmaler
- 1959–1969: Walter Brudi, Buchgrafiker
- 1969–1971: Herbert Hirche, Innenarchitekt und Möbeldesigner
- 1971–1984: Wolfgang Kermer, Kunsthistoriker
- 1984–1987: Manfred Kröplien, Grafikdesigner
- 1987–1991: Paul Uwe Dreyer, Maler
- 1991–1994: Wolfgang Henning, Architekt
- 1994–1998: Klaus Lehmann, Produktgestalter
- 1998–2004: Paul Uwe Dreyer, Maler
- 2004–2010: Ludger Hünnekens, Archäologe und Kulturmanager
- 2010–2016: Petra Olschowski, Kunsthistorikerin und Journalistin
- 2017–2022: Barbara Bader, Kunstwissenschaftlerin und Kunstdidaktikerin
- seit 2024: Eva-Maria Seng, Kunsthistorikerin und Empirische Kulturwissenschaftlerin

## Aktuelle und ehemalige Lehrende sowie Alumni
Siehe dazu: Liste der Angehörigen der Staatlichen Akademie der Bildenden Künste Stuttgart. Diese führt die bekanntesten Mitglieder mit ihren Fachbereichen auf, die als Lehrkraft oder Studierende an der Akademie tätig waren oder sind, einschließlich der Ehrenmitglieder und Ehrensenatoren sowie der vom Holocaust betroffenen Personen.

## Relieffries

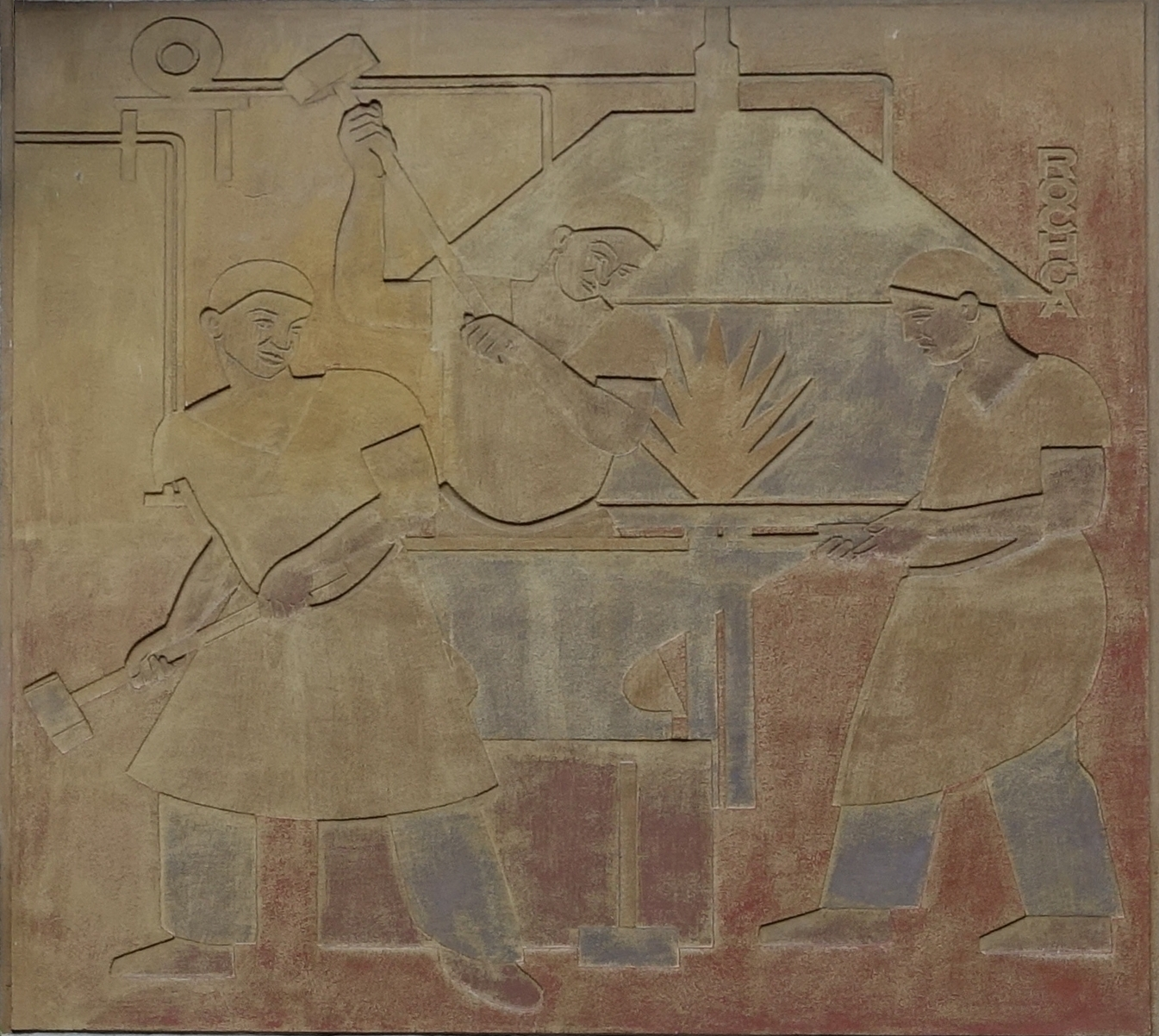
Relief 1 „In der Schmiede“. Rechts oben: Signatur „ROCHGA“.

Der gebürtige Mecklenburger Rudolf Rochga (1875–1957) verbrachte den größten Teil seines Erwachsenenlebens in Stuttgart, wo er ab 1903 zunächst als Hilfslehrer, von 1905 bis 1938 als Professor und Leiter der Fachabteilung für Dekorationsmalerei (ursprünglich als Abteilung für Flächenkunst gegründet) an der Kunstgewerbeschule wirkte. Er gehört zu den fast vergessenen Stuttgarter Künstlern des 20. Jahrhunderts. Der auffällige Fries mit sieben Sgraffiti an der Südflügelfassade des Altbaus der heutigen Kunstakademie, des früheren Hauptgebäudes der Kunstgewerbeschule, ist seine bislang einzige bekannte künstlerische Hinterlassenschaft mit öffentlicher Wirkung. Entstanden ist der Fries, an dessen Ausführung Lehrer und Schüler der Dekorationsmalerabteilung beteiligt waren, unter dem Direktorat von Bernhard Pankok nach 1930, aber noch vor 1933.
Wie ein Wahrzeichen verweist die Sgraffitofolge auf die Kunstakademie, die mit dem Südflügel des Altbaus an die vielbefahrene Straße Am Kochenhof angrenzt. Der Gebäudekomplex der Akademie liegt abseits der Durchgangsstraße in prominenter Nachbarschaft zum Höhenpark Killesberg, den Geschäften und Wohnhäusern des Stadtquartiers Killesberghöhe und der Weißenhofsiedlung. Gegenüber der Südfassade des Altbaus liegt die Brenzkirche.
Zwar werden die Reliefs teilweise durch Bäume verdeckt, sie sind aber als Ensemble von der Straße her gut sichtbar und können vom Bürgersteig aus in voller Größe betrachtet werden. Die sieben etwa 3 × 3 Meter großen Kratzputzreliefs (Sgraffiti) sind an der Außenfassade im zweiten Obergeschoss des Südflügels des Altbaus nebeneinander aufgereiht.
Über die Herstellungstechnik und die Ausführung der Reliefs ist nichts bekannt. In der einschlägigen Literatur werden die Reliefs nicht erwähnt. Wenn Rochga nicht in Relief 1 in Blockbuchstaben vertikal die Signatur „ROCHGA“ angebracht hätte, würden die Reliefs als anonyme Kunstwerke gelten müssen.
Die Reliefs und ihre Farbgebung befinden sich in einem verhältnismäßig guten Zustand, wenn auch ihre originale farbliche Substanz unter dem Einfluss von Klimafaktoren gelitten hat. Sie stellen verschiedene Themen aus Handwerk, Kunst und Jagd dar. Im Zuge von Restauriermaßnahmen an den Außenfassaden, die das Staatliche Hochbauamt Stuttgart ausgangs der 1970er Jahre veranlasste, sollten die Sgraffiti, die den Zweiten Weltkrieg unbeschadet überstanden hatten, entfernt werden. Sie blieben auf Betreiben des damaligen Rektors Wolfgang Kermer erhalten.

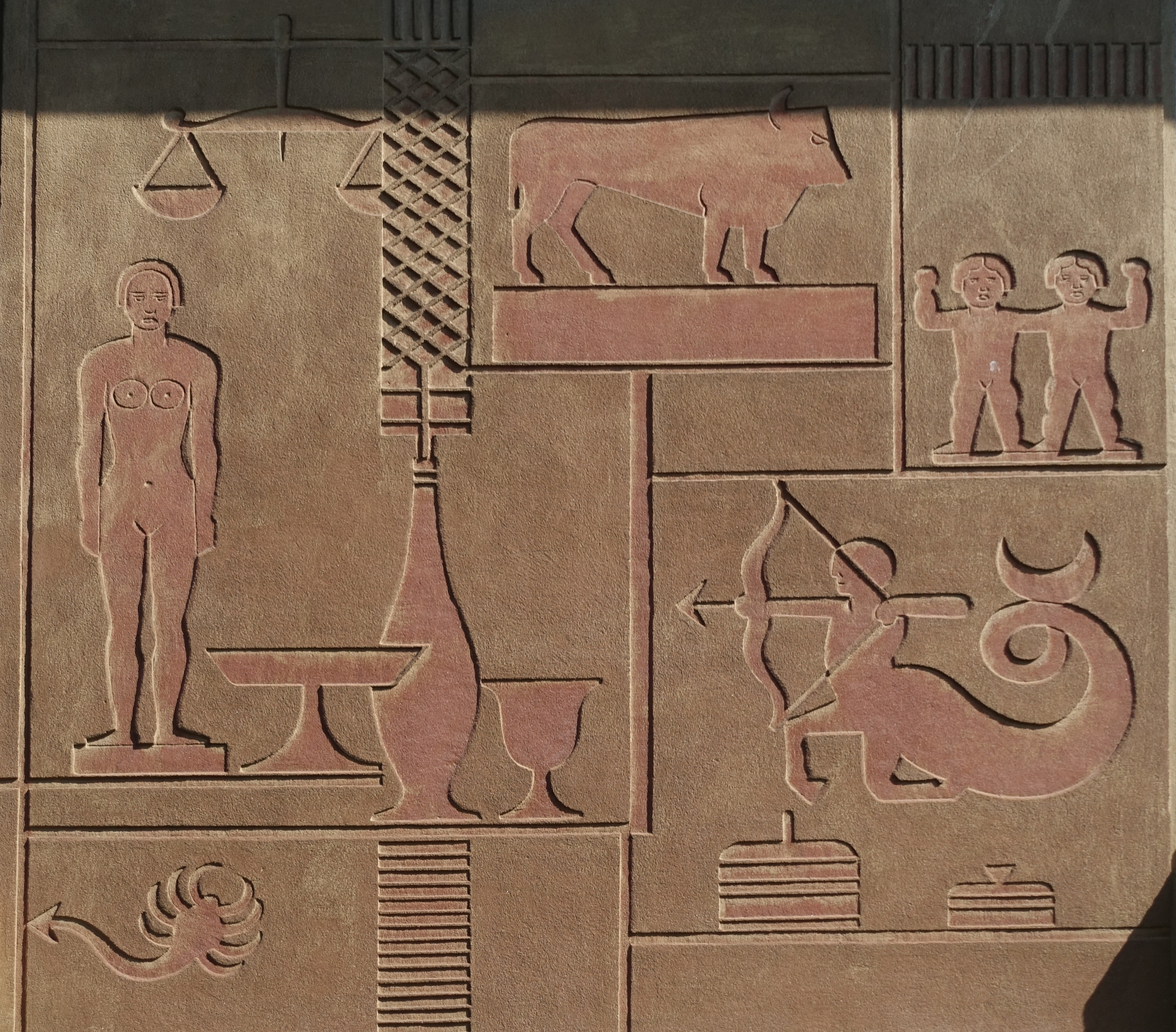
2. Tierkreiszeichen.
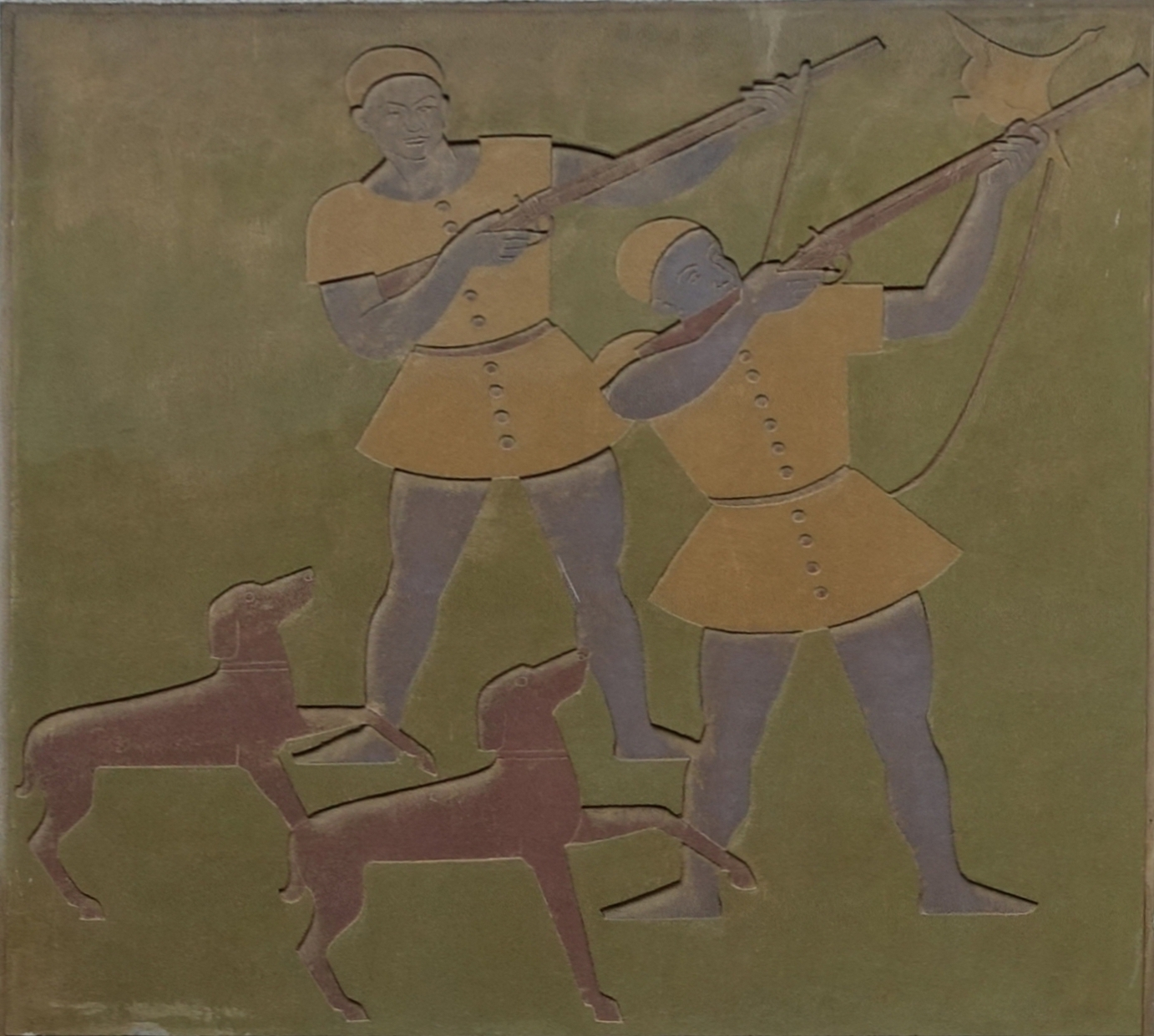
3. Flintenjagd.
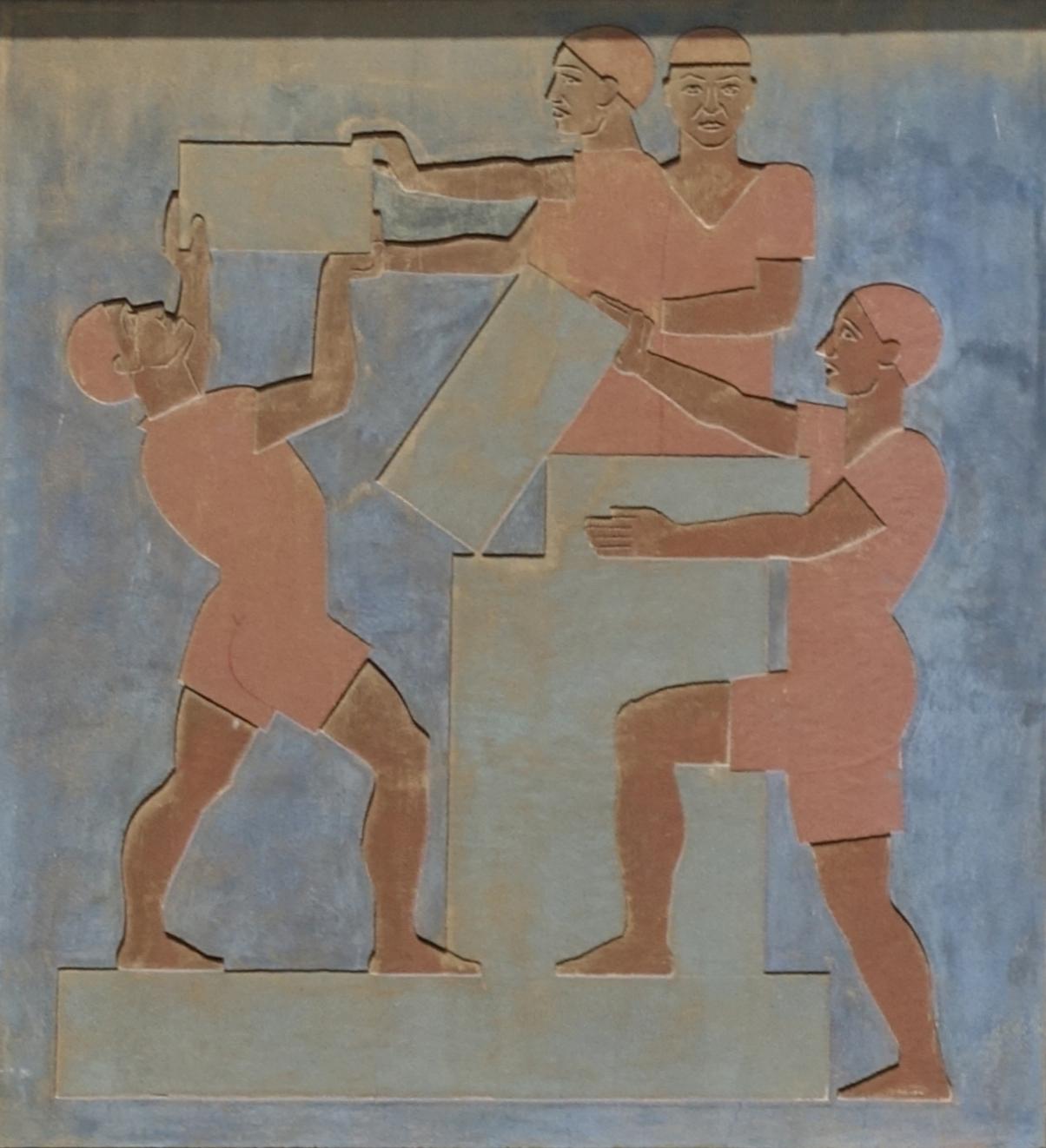
4. Maurer bei der Arbeit.
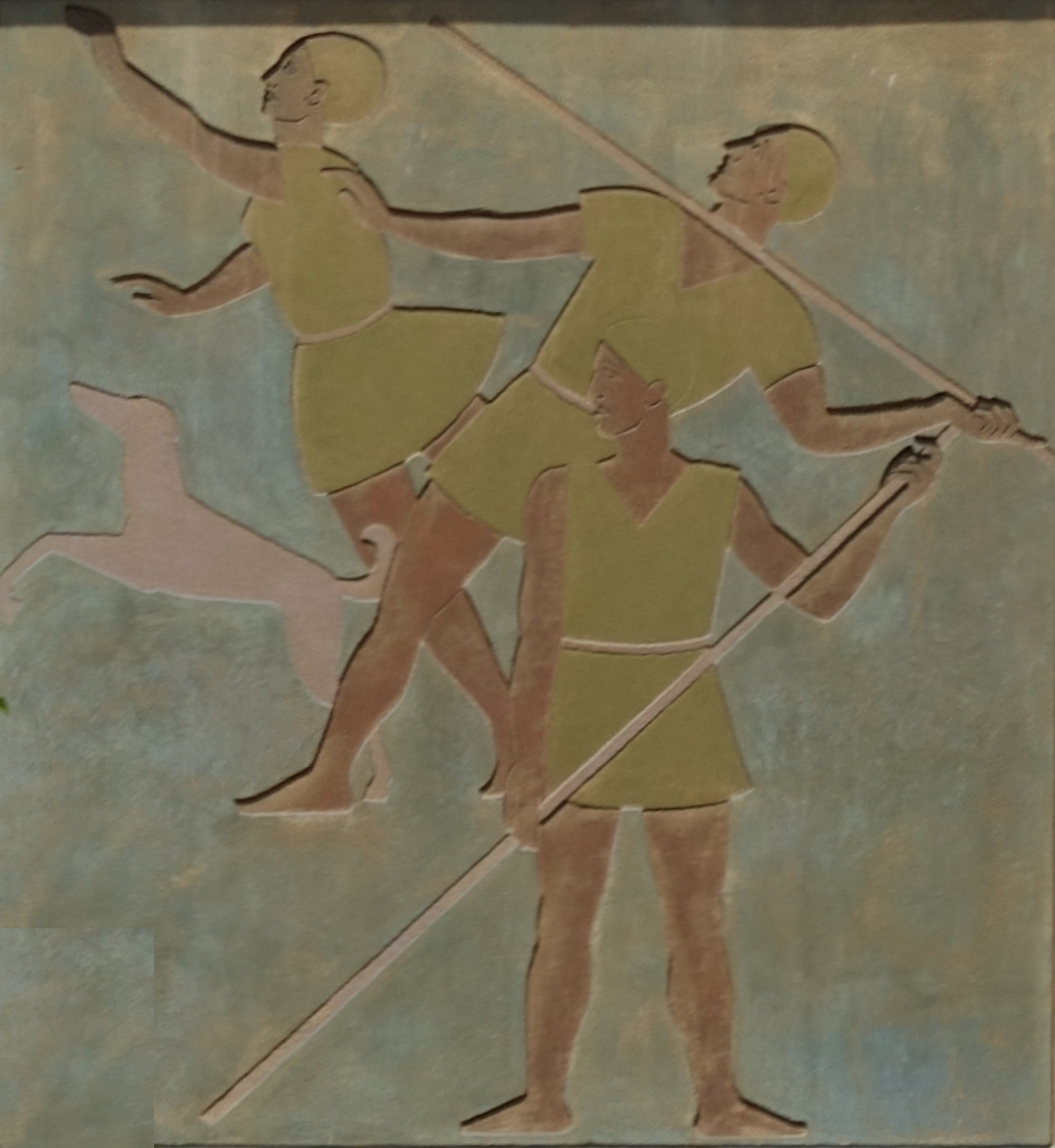
5. Speerjagd.
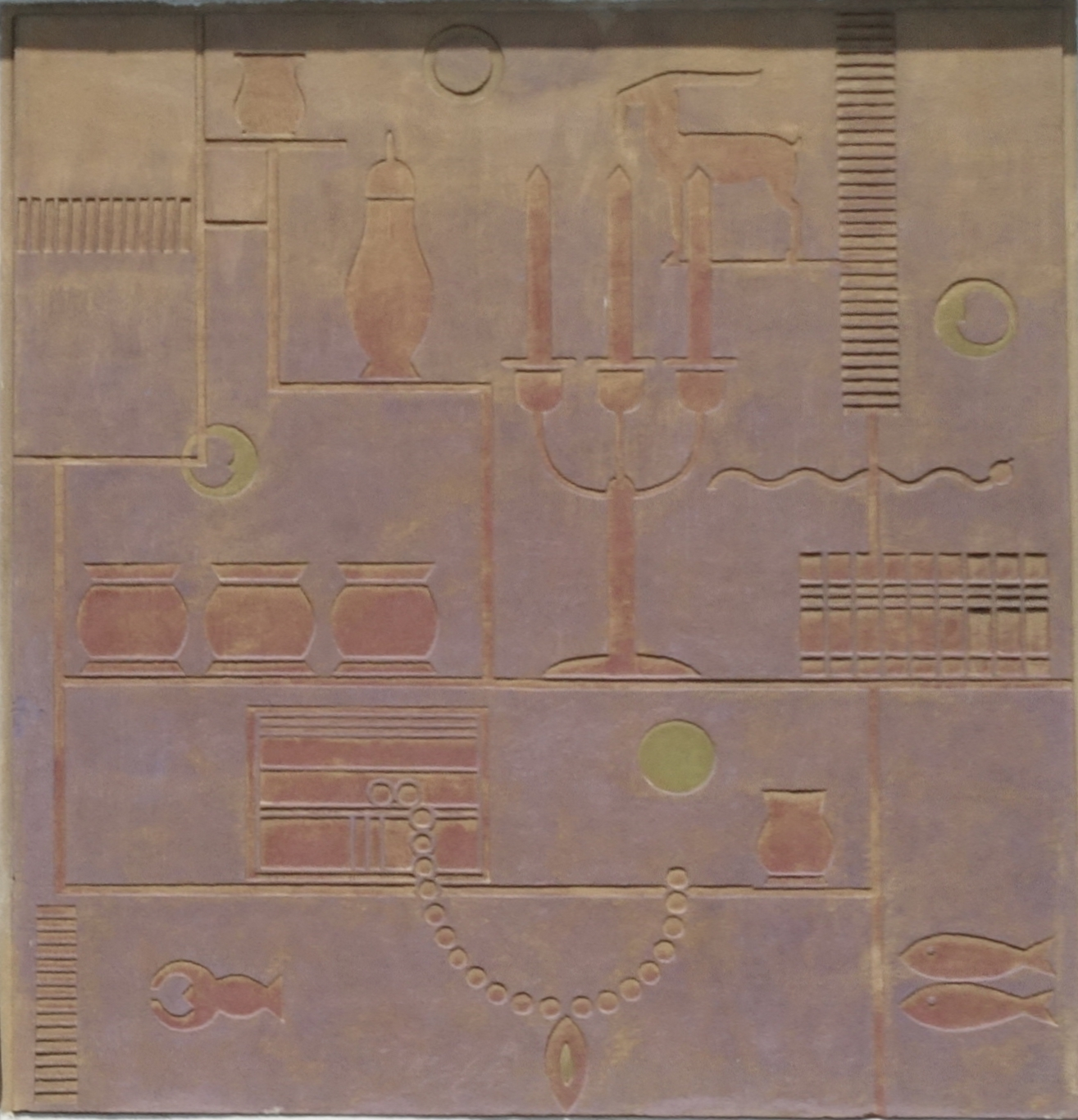
6. Kunstgewerbe.
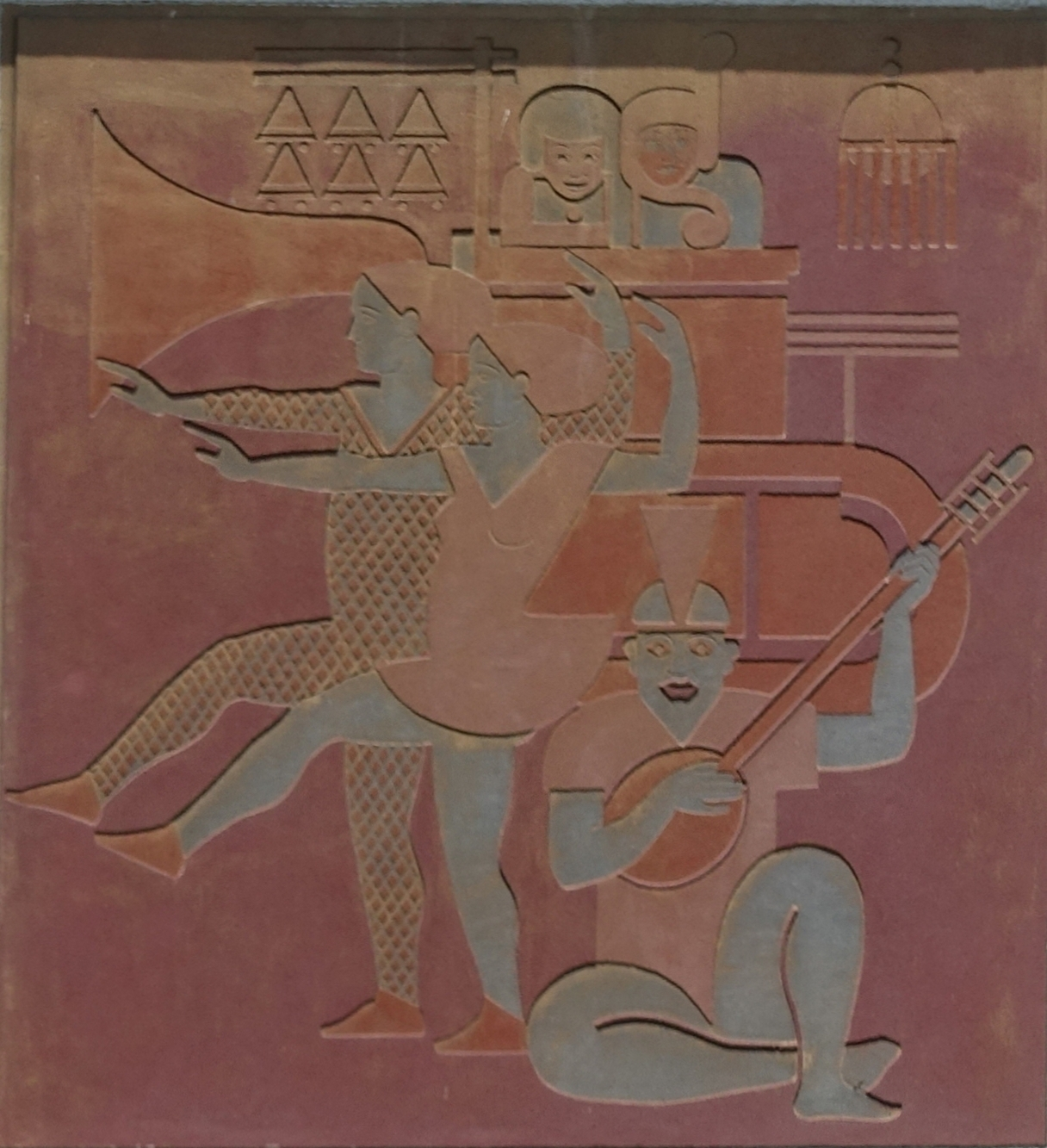
7. Lautenspieler und Tänzerinnen.

### Allgemein
- August Friedrich Batz: Beschreibung der Hohen Karls-Schule zu Stuttgart. Stuttgart: In eigenem Druck und Verlag, 1783 (Nachdruck der Ausgabe, Stuttgart: Lithos-Verlag, 1987, ISBN 3-88480-008-6)
- Robert Uhland: Geschichte der Hohen Karlsschule in Stuttgart. Stuttgart: Kohlhammer, 1953
- Die Hohe Carlsschule. Ausstellung im Museum der Bildenden Künste. Stuttgart 1959 (Katalog: Werner Fleischhauer)
- Karl Hossinger: Die Hohe Carlsschule zu Stuttgart: Sklavenplantage oder einmalige epochale Erziehungsanstalt? Nationale Forschungs- und Gedenkstätten der Klassischen Deutschen Literatur in Weimar (Hrsg.). Weimar: Arion Verlag, 1960 (Kritik aus marxistischer Sicht)
- Walter Brudi (Hrsg.): Staatliche Akademie der bildenden Künste Stuttgart. [Staatliche Akademie der bildenden Künste Stuttgart, 1968] (großformatiger Bildband, anlässlich der Eröffnung des Neubaus der Akademie „den Freunden der Akademie gewidmet“, doch wegen der 68er-Ereignisse nur in wenigen Exemplaren ausgeliefert; mit Arbeitsproben der Professoren und der künstlerischen Lehrer Rudolf Daudert, Gerhard Gollwitzer, Hugo Peters, Hans Gottfried von Stockhausen, Horst Bachmayer, Christoff Schellenberger, Trude Barth, Albrecht Appelhans, Rudolf Haegele, Hannes Neuner, K. R. H. Sonderborg, Rudolf Yelin, Herbert Baumann, Rudolf Hoflehner, Herbert Hirche, Eberhard Krauss, Herta-Maria Witzemann, Wolfgang Stadelmaier, Erwin Heinle, Walter Brudi, Gunter Böhmer, Eugen Funk, Christoph Brudi, Wilfried Gronwald, Günter Jacki, Leo Wollner, Ulrich Günther, Klaus Lehmann, Klaus Kinter, Rudolf Müller, Peter Steiner)
- Wolfgang Kermer (Hrsg. u. Schriftleitung): Akademie-Mitteilungen: Staatliche Akademie der Bildenden Künste Stuttgart. 1.1971/1972(1972) – 8.1976/77(1978); damit Ersch. eingest.
- Wolfgang Kermer (Hrsg. u. Schriftleitung): Beiträge zur Geschichte der Staatlichen Akademie der Bildenden Künste Stuttgart. Stuttgart: Staatliche Akademie der Bildenden Künste Stuttgart, 1975–1987 (Bd. 1–6); Ostfildern-Ruit: Ed. Cantz, 1992–2001 (Bd. 7–10); Stuttgart: Staatliche Akademie der Bildenden Künste Stuttgart, 2003–2004 (Bd. 11–12); damit Ersch. eingest.
- Johannes Zahlten: „Die Kunstanstalten zur Staats- und Nationalsache gemacht…“: Die Stuttgarter Kunstakademie in der ersten Hälfte des 19. Jahrhunderts. Stuttgart: Staatliche Akademie der Bildenden Künste Stuttgart, 1980 (Beiträge zur Geschichte der Staatlichen Akademie der Bildenden Künste Stuttgart / Hrsg. Wolfgang Kermer; 2)
- Die Staatliche Akademie der Bildenden Künste Stuttgart: eine Selbstdarstellung. Vorwort Lothar Späth, Helmut Engler, Manfred Rommel, Paul Uwe Dreyer. Mit Texten von Karl-Alfred Storz, Wolfgang Kermer, Bernd Rau und zahlreichen Beiträgen von Lehrenden der Akademie. Stuttgart: Edition Cantz, 1988, ISBN 3-89322-005-4
- Wolfgang Kermer (Hrsg.  u. Schriftleitung): WerkstattReihe: Staatliche Akademie der Bildenden Künste Stuttgart. 1.(1996) – 16.(2006); damit Ersch. eingest.
- Wolfgang Kermer: „1968“ und Akademiereform: von den Studentenunruhen zur Neuorganisation der Stuttgarter Akademie in den siebziger Jahren. Ostfildern-Ruit: Cantz, 1998 (= Beiträge zur Geschichte der Staatlichen Akademie der Bildenden Künste Stuttgart, hrsg. von Wolfgang Kermer; 9) ISBN 3-89322-446-7
- Nils Büttner/Angela Zieger (Hrsg.): Rücksichten: 250 Jahre Akademie der Bildenden Künste Stuttgart: ein Lesebuch. Stuttgart: Staatliche Akademie der Bildenden Künste Stuttgart, 2011, ISBN 978-3-931485-11-5

### Altbau
- Hans Klaiber (Redaktion und Text); Birgit Hahn-Woernle (Katalog); Hans Klaiber (Katalog): Bernhard Pankok : 1872–1943; Kunsthandwerk, Malerei, Graphik, Architektur, Bühnenausstattungen. Ausstellung des Württembergischen Landesmuseums, Stuttgart, Altes Schloß, 24. Mai – 29. Juli 1973. Stuttgart: Cantz, 1973, Seite 52–54.
- Annette Schmidt: Ludwig Eisenlohr. Ein architektonischer Weg vom Historismus zur Moderne. Stuttgarter Architektur um 1900. Stuttgart: Hohenheim-Verlag, 2006, Seite 513–521, Nummer 147.
- Martin Wörner; Gilbert Lupfer; Ute Schulz: Architekturführer Stuttgart. Berlin: Reimer, 2006, Seite 129, Nummer 205.